# Gustave Samazeuilh

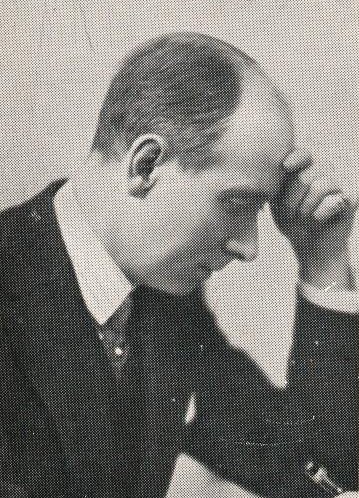
Gustave Samazeuilh

Gustave Samazeuilh (* 2. Juni 1877 in Bordeaux; † 4. August 1967 in Paris) war ein französischer Komponist und Musikkritiker.
Samazeuilh studierte zunächst Jura, bevor er sich der Musik zuwandte. Er war dann an der Schola Cantorum Schüler von Ernest Chausson, Vincent d’Indy und Charles Bordes und studierte bei Paul Dukas. Samazeuilh besaß ein Sommerhaus in Ciboure. Dort machte er die Bekanntschaft Maurice Ravels, der ihn als Komponist stilistisch beeinflusste.
Das kompositorische Werk Samazeuilhs ist nicht umfangreich. Neben einigen Vokal- und Klavierwerken und Kammermusik verfasste er vor allem Klaviertranskriptionen von Orchesterwerken zeitgenössischer Komponisten.
Bekannter war er als Übersetzer von Wagners Tristan und Isolde ins Französische, Autor einer Monographie über seinen Lehrer Paul Dukas (1913) und Verfasser eines Bandes musikalischer Memoiren: Musiciens de mon temps: chroniques et souvenirs (1947).

## Werke
- Suite pour piano, 1902
- Divertissement et Musette für Bläser- und Streichquartett, 1902
- Petites Inventions für Klavier, 1903
- Prelude für Klavier, 1903
- Serenades für Gitarre, 1903
- Streichquartett d-Moll, 1903
- Naïades au soir für Klavier, 1910
- Nuit, Poem für Orchester, 1910
- Le Chant de la Mer für Klavier, 1918–19
- Prélude für Violine oder Cello und Orgel oder Klavier, verlegt 1923
- Esquisses für Klavier, 1945
- Évocation für Klavier, 1947
- Deux poèmes für Gesang und Orchester
- Chant d’espagne